# 前払い
| ウィキペディアには「前払い」という見出しの百科事典記事はありません（タイトルに「前払い」を含むページの一覧/「前払い」で始まるページの一覧）。 代わりにウィクショナリーのページ「前払い」が役に立つかもしれません。 |